# 3642 Frieden
3642 Frieden је астероид главног астероидног појаса. Приближан пречник астероида је 35,11 ,
а средња удаљеност астероида од Сунца износи 2,787 астрономских јединица (АЈ).
Инклинација (нагиб) орбите у односу на раван еклиптике је 13,470 степени, а орбитални период износи 1699,632 дана (4,653 године). Ексцентрицитет орбите астероида износи 0,081.
Апсолутна магнитуда астероида износи 11,20 а геометријски албедо 0,047.
Астероид је откривен 4. децембра 1953. године.